# Батько Різдва

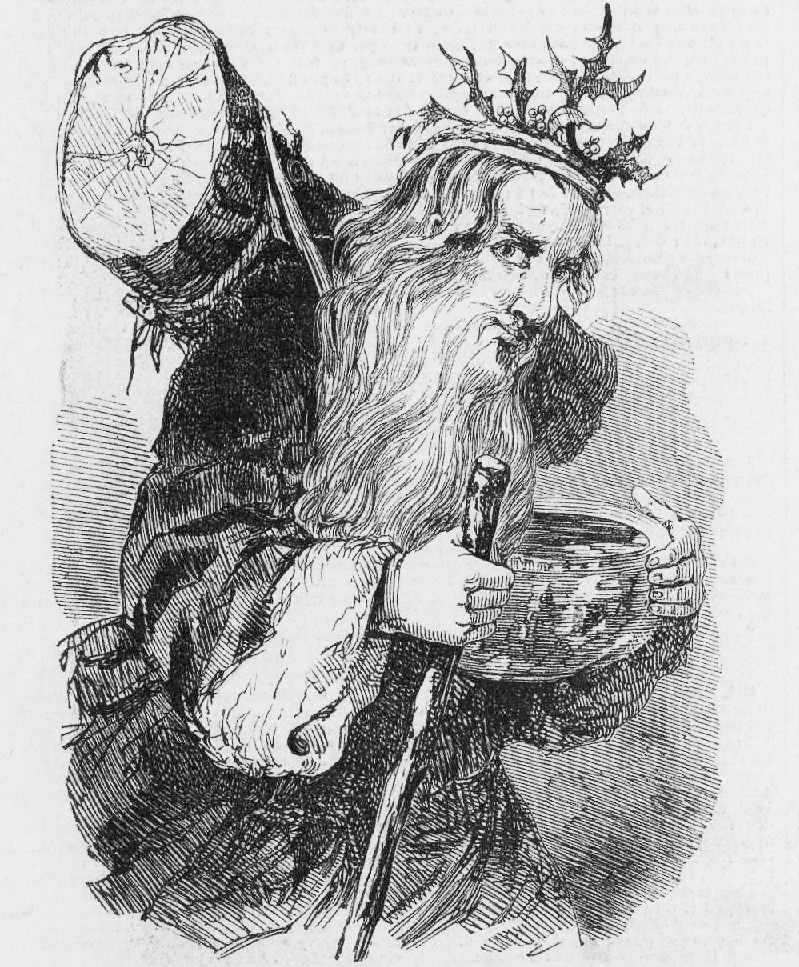
Зображення Батька Різдва 1848 року, увінчаного вінком із падуба, що тримає посох і чашу з парусником і святкове поліно

Батько Різдва — традиційна англійська назва уособлення Різдва. Хоча зараз він відомий як дарувальник різдвяних подарунків і зазвичай вважається синонімом Санта-Клауса, спочатку він був частиною набагато давнішої та непов'язаної англійської фольклорної традиції. Впізнаваний сучасний образ англійського Батька Різдва розвинувся в пізній вікторіанський період, але Різдво уособлювалося століттями до того.
Англійські уособлення Різдва були вперше записані в XV столітті, а сам Батько Різдва вперше з'явився в середині XVII століття після громадянської війни в Англії. Контрольований пуританами англійський уряд законодавчо скасував Різдво, вважаючи його папістським, і заборонив його традиційні звичаї. Роялістські політичні памфлетисти, пов'язуючи старі традиції зі своєю справою, прийняли Старого Батька Різдва як символ «старих добрих часів» бенкетів і доброго настрою. Після Реставрації в 1660 році образ Батька Різдва занепав. Його характер підтримувався в кінці XVIII і в ХІХ столітті різдвяними народними п'єсами, пізніше відомими як п'єси ряжеників.
До вікторіанських часів Батько Різдва займався бенкетами та веселощами дорослих. Він не мав особливого зв'язку ні з дітьми, ні з даруванням подарунків, нічними візитами, панчохами, димарями чи оленями. Але коли пізніше Вікторіанські Різдвяні свята перетворилися на сімейні, орієнтовані на дітей, Батько Різдва став дарувати подарунки.
У 1850-х роках до Англії прибув популярний американський міф про Санта-Клауса, і Батько Різдва почав приймати атрибути Санта-Клауса. До 1880-х років утвердилися нові звичаї: нічного відвідувача іноді називали Санта-Клаусом, а іноді — Батьком Різдва. Часто його зображували в довгому червоному одязі з капюшоном, оздобленому білим хутром.
Більшість залишкових відмінностей між Батьком Різдва і Санта-Клаусом значною мірою зникли на початку ХХ століття, і сучасні словники вважають імена Батько Різдва і Санта-Клаус синонімами.

## Святкування ранньої середини зими
Звичай веселощів і бенкетів на Різдво вперше згадується в історичних літописах у Середньовіччі (бл. 1100—1300). Це майже напевно являло собою продовження дохристиянських святкувань середини зими в Британії, про які, як зазначив історик Рональд Гаттон, «у нас немає жодних подробиць». Персоніфікації з'явилися пізніше, а коли й з'явилися, то відобразили існуючий звичай.

## XV століття— перші англійські уособлення Різдва
Перше відоме англійське уособлення Різдва було пов'язане з веселощами, співами та випивкою. У колядці, яку приписують Річарду Смарту, ректору Плімтрі в Девоні з 1435 по 1477 рік, «сер Крістемас» сповіщає новину про народження Христа та заохочує своїх слухачів пити: «Buvez bien par toute la compagnie, / Make good cheer and be right merry, / And sing with us now joyfully: Nowell, nowell».
Багато різдвяних звичаїв пізнього середньовіччя включали як священні, так і світські теми. У Норвічі в січні 1443 року під час традиційної битви між тілом і духом (представленої Різдвом і Великим постом) Джон Гладман, коронований і замаскований як «Король Різдва», їхав за виставою місяців, «замаскованою під сезон», на декорованому фольгою коні.

## XVI століття— бенкети, розваги та музика
До ХІ століття у більшій частині Англії архаїчне слово «Юль» було замінено на «Різдво», але в деяких місцях «Юль» збереглося як нормальний діалектний термін. Місто Йорк підтримувало щорічне святкування Дня святого Томаса під час святкування Прибуття Юля та його дружини, яке включало фігуру, що представляла Юля, який ніс хліб і баранячу ногу. У 1572 році за наказом архієпископа, який скаржився на «непристойне і непристойне переодягання», яке відволікало безліч людей від богослужіння, урочиста їзда була припинена.
Такі персоніфікації, що ілюструють середньовічну прихильність до видовищності та символізму, поширювалися протягом періодів Тюдорів і Стюартів із персонажами «Лорда беззаконня», яких іноді називали «Капітан Різдво», «Принц Різдво» або «Різдвяний Лорд», головуючи на бенкетах і розвагах у великих будинках, університетських коледжах і придворних корчмах.
У своїй алегоричній п'єсі «Остання воля і заповіт Літа», написаній приблизно в 1592 році, Томас Неш представив для комічного ефекту скупого різдвяного персонажа, який відмовляється дотримуватися свята. Саммер нагадує йому про традиційну роль, яку він мав би грати: «Різдво, як шанс, що ти прийдеш не так, як решта, / У супроводі музики чи пісні? / Весела б тобі коляда гарно пригощала; / Твої предки використовували його досі».

## XVII століття— релігія і політика

### Пуританська критика
Письменники початку XVII століття використовували прийоми персоніфікації та алегорії як засіб захисту Різдва від нападок радикальних протестантів.
Реагуючи на сприйняте зниження рівня різдвяної гостинності, наданої шляхтою, Бен Джонсон у «Різдво, його маска» (1616) одягнув своє «Старе Різдво» у застарілий одяг: «одягнений в надутий одяг: довгі панчохи, вузький дублет, високий головний капелюх із брошкою, довга тонка борода, кийок, маленькі йоржи, білі черевики, його шарфи та підв'язки на хрест». В оточенні охоронців Різдво відстоює своє законне місце в протестантській церкві та протестує проти спроб його виключити: «Чому, панове, чи знаєте ви, що ви робите? Різдво, старе Різдво? Різдво Лондона і капітан Різдво? …не пускали: треба іншим разом! гарна жартівливість, начебто я міг приїжджати частіше ніж раз на рік; чому я не небезпечна людина, і тому я сказав своїм друзям, гвардійцям. Я все ще старий Грегорі Різдво, і хоч я вийшов із Папської голови-алеї таким же хорошим протестантом, як і будь-який інша моя парафія».
Вказівки до Джерела слави (The Springs Glorie), придворної маски 1638 року Томаса Наббеса, стверджують: «Різдво уособлює старий преподобний джентльмен у хутряній сукні та накидці тощо». Масляна і Різдво сперечаються про старшинство, а Масляна кидає виклик: «Я кажу, що Різдво ви минуле, ви вийшли з Альманаху. У відставку, у відставку». На що Різдво відповідає: «Відступай тобі! Я, який є Королем доброго настрою та бенкетів, хоч і приходжу лише раз на рік, щоб попанувати запеченим, печеним, смаженим і сливовою кашею, буду зневажати твоє сало».
Протягом наступних 250 років такий персонаж неодноразово з'являвся на картинах, сценках і народних драмах. Спочатку він був відомий як «Сер Різдво» або «Лорд Різдво», але пізніше його все частіше стали називати «Батьком Різдвом».

### Пуританська революція— введіть «Батька Різдва»
Зростання пуританства призвело до звинувачень дореформаційних різдвяних традицій у зв'язку з папством. Коли у середині 1640-х років пуритани взяли під контроль уряд, вони доклали спільних зусиль, щоб скасувати Різдво та оголосити його традиційні звичаї поза законом. Протягом 15 років, приблизно з 1644 року, до і під час міжцарів'я 1649—1660 років, святкування Різдва в Англії було заборонено. Придушення набуло більшої юридичної ваги з червня 1647 року, коли парламент прийняв Постанову про скасування свят, яка офіційно повністю скасувала Різдво, а також інші традиційні церковні свята Великдень та П'тидесятниці.
Саме в цьому контексті роялістські памфлетисти пов'язували старі традиції Різдва з справою короля та церкви, тоді як радикальні пуритани виступали за придушення Різдва як у його релігійному, так і в його світському аспектах. У руках роялістських авторів памфлетів Старий Батько Різдва служив символом і промовцем «старих добрих часів» бенкетів і гарного настрою, і для захисників Різдвяних свят стало популярним представляти його як оплакувальника минулих часів.
Обвинувачення, засудження та ув'язнення Різдва (січень 1646 р.) описує дискусію між міським крикуном і джентльвумн-роялісткою, яка розпитує Старого Батька Різдва, хто «звідси поїхав». Її анонімний автор, парламентарій, представляє Батька Різдва в негативному світлі, зосереджуючись на його нібито папських атрибутах: «За віком цей чоловік із сивою головою мав великі роки та був білий, як сніг; [він] старий …; він був повний і товстий, як будь-який дурний лікар з усіх. Він виглядав під освяченими лаунськими рукавами, такими ж великими, як Буль-біф… але, оскільки католичний напій від нього забрали, він дуже виснажений, так що останнім часом виглядав дуже худим і хворим… Але ще деякі ознаки, за якими ви можете його знати, це те, що розпусні жінки люблять його; він допоміг їм придбати стільки нових мантій, капелюхів, ганкерів та інших вишуканих речей, з яких у нього на спині є цілий пакунок, у якому є всілякі хороші речі, окрім чудових речей, які він отримав від їхніх чоловіків. кишені для господарських припасів для нього. Він отримав багато днів для ігор у Прентисів, Слуг і Учених, і тому він також був дуже улюблений ними, і він веселив усіх волинками, скрипками та іншою музикою, Гіґґзом, Танцями та Мумінгом».

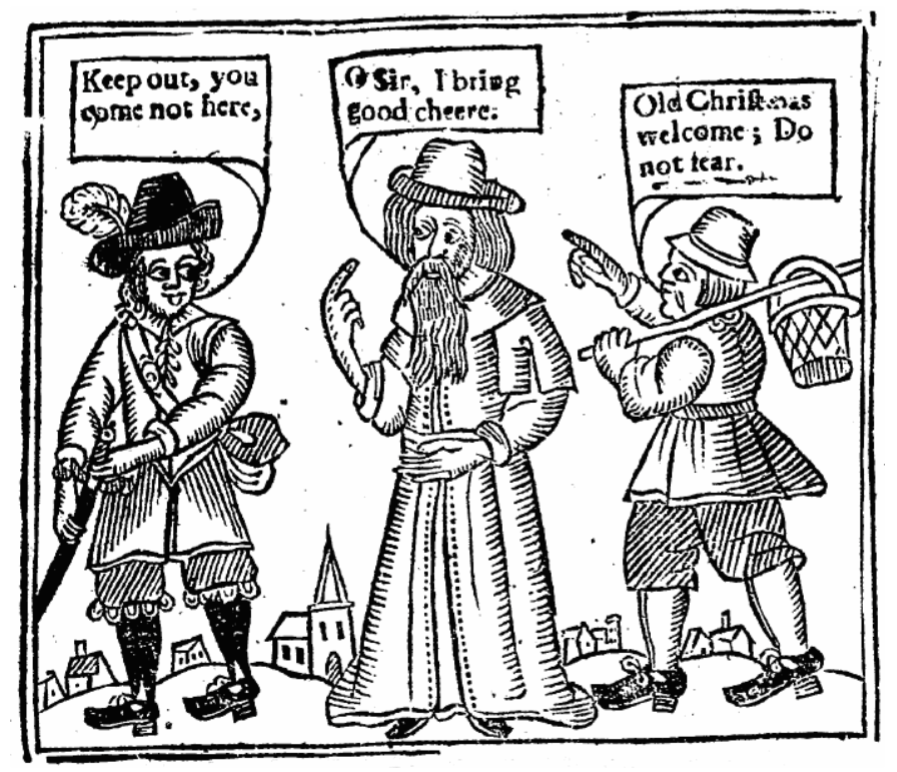
Батька Різдва, зображений у "Виправданні Різдва ", 1652 рік

Персонаж «Різдва» (також званий «батьком Різдвом») виступає в памфлеті 1652 року, одразу після Громадянської війни в Англії, опублікованому анонімно сатиричним поетом-роялістом Джоном Тейлором: Виправдання Різдва, або Його дванадцятирічні спостереження цього часу. На фронтисписі зображено старого бородатого Різдва в крислатому капелюсі, довгому відкритому халаті та під рукавами. Різдво нарікає на жалюгідну скруту, в яку він потрапив, відколи приїхав у «цю безголову країну»: «Я дуже сподівався, що така довга біда змусить їх радіти щасливому Різдву. Але будь ласка чи ні, я прийшов…» Він закінчує віршем: «Давайте танцювати та співати, та робити гарне чуття, / Бо Різдво приходить тільки раз на рік».

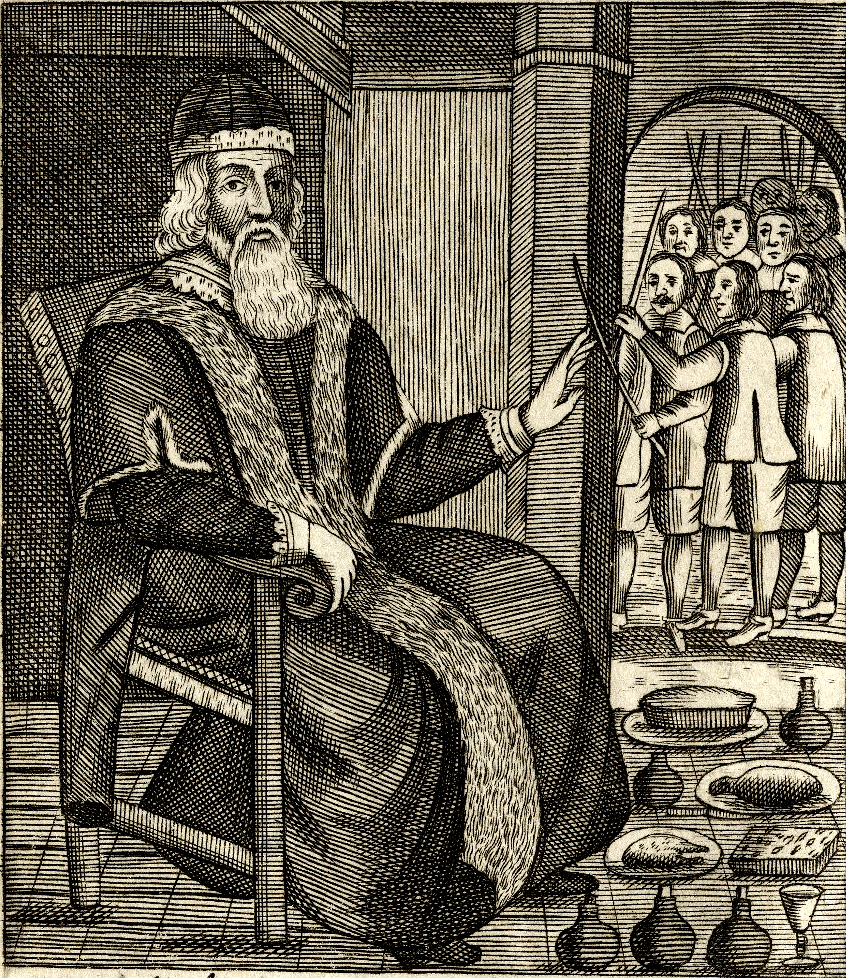
Батько Різдво, проілюстрований у двох памфлетах Джозіа Кінга 1658 і 1678 років

У 1658 році Джосія Кінг опублікував «Іспит і суд над старим Батьком Різдвом» (найперша цитата для конкретного терміна «Батько Різдво», визнана Оксфордським словником англійської мови). Кінг зображує Батька Різдва як сивого старого, якого судять за його життя на підставі доказів, висунутих проти нього Співдружністю. Порада Батька Різдва посилює захист: «Я думаю, мій Господи, самі Хмари червоніють, бачачи, як цього старого джентльмена так жахливо знущаються. Якщо будь-коли хтось зловживав собою, надмірно їдячи та пиючи чи іншим чином псуючи створіння, це не так. провину цієї старої людини; він також не повинен страждати за це; наприклад, Сонцю та Місяцю поклоняються язичники, тому вони погані, що їх обожнюють? Отже, якщо хтось зловживає цим старим, вони погані, тому що знущаються над ним, він не поганий, бо його зловживали». Суд присяжних виправдовує Різдво.

### Реставрація
Після Реставрації 1660 року більшість традиційних святкувань Різдва було відроджено, хоча, оскільки вони більше не були суперечливими, історичних документальних джерел стало менше.
У 1678 році Джосія Кінг передрукував свою брошуру 1658 року з додатковим матеріалом. У цій версії відновлений Батько Різдва виглядає краще: «[він] не виглядає таким самовдоволеним і приємним, його вишневі щоки проступають крізь тонкі молочно-білі пасма, як [b]пишні троянди, вкриті білосніжним Тіффані… …справжній символ радості й невинності».
Повернення старого Різдва, балада, зібрана Семюелем Пепісом, відзначає відродження свят у другій половині століття: «Старе Різдво прийшло, щоб залишати відкритими двері / Він з презирством вважає себе винним у морінні голодом миші, / Потім приходьте, хлопці, і ласкаво просимо, для головного / Сливовий пудинг, гуска, каплун, пиріжки без м'яту та ростбіф».

## XVIII століття— занепад
Оскільки інтерес до різдвяних звичаїв зменшився, фігура Батька Різдва занепала. Його все ще вважали головним духом Різдва, хоча його випадкові попередні асоціації з Володарем Беззаконня вимерли зі зникненням самого Володаря Беззаконня. Історик Рональд Гаттон зазначає: «Після смаку справжнього поганого правління під час Міжкоролів'я, схоже, ніхто з правлячої еліти не мав бажання це симулювати». Гаттон також виявив, що «шаблони розваг під час Різдва Стюарта є надзвичайно позачасовими [і], здається, протягом наступного століття нічого особливого не змінилося». Щоденники духовенства XVIII та початку ХІХ сторіччя мало звертають увагу на будь-які різдвяні традиції.
У п'єсі «Сільський сквайр» 1732 року Старе Різдво зображено як людину, яку рідко можна знайти: щедрого сквайра. Персонаж Скеббард зауважує: «Зараз люди виросли настільки… скупими, що в десяти парафіях мало хто веде домашнє господарство… Сквайр Різдво… тримає гарний дім, інакше я не знаю жодного іншого». Коли його запросили провести Різдво зі сквайром, він прокоментував: «Я… інакше я забуду Різдво, бо я нічого не бачу». Подібні думки були висловлені в Round About Our Coal Fire: «…з деякими цікавими спогадами старого Діда Мороза; Показує, що таке гостинність у минулі часи, і як мало залишилося від нього зараз» (1734, перевидано з підзаголовком Батько Різдво 1796).
Популярна постановка Девіда Гарріка «Різдвяна казка» на Друрі-Лейн 1774 року включала персоніфікованого різдвяного персонажа, який оголосив: «Ось особа, відома славою; /. . . / Я, англійські серця раділи в минулі дні; / для нових дивних режимів, імпортованих партитурою, / Ви точно не винесете Різдво на вулицю!»

### Ранні записи народних п'єс
До кінця XVIII століття Батько Різдво став основним персонажем різдвяних народних п'єс, пізніше відомих як п'єси ряжеників. Протягом наступного століття вони стали чи не найпоширенішими з усіх календарних звичаїв. У сотнях сіл були власні кукери, які виконували традиційні п'єси по околицях, особливо у великих хатах. Батько Різдво з'являється як персонаж у п'єсах типу Південної Англії, які здебільшого обмежуються п'єсами з півдня та заходу Англії та Вельзу. Його ритуальна вступна промова характеризується варіантами куплету, що дуже нагадує «Але ласкаво просимо чи ні, я прийшов…» Джона Тейлора 1652 року.
Найдавніша збережена промова походить від Труро, Корнуолл наприкінці 1780-х років:

## ХІХ століття— відродження
У вікторіанський період різдвяні звичаї отримали значне відродження, включаючи фігуру самого Батька Різдво як символ «гарного настрою». Його фізичний вигляд у цей час став більш мінливим, і він аж ніяк не завжди зображувався старим і бородатим, як уявляли собі письменники XVII століття.

### Погляд на Різдво «Весела Англія».
У своїй поемі «Марміон» 1808 року Вальтер Скотт писав:
"Англія була веселою Англією, коли /
Старе Різдво знову принесло йому змагання.
«Це був різдвяний пиріг із наймогутнішим елем; /
'Твоє Різдво розповіло найвеселішу казку;
Різдвяна забава часто могла розвеселити /
Бідолашне серце півроку»
Фраза Скотта «Весела Англія» була прийнята істориками для опису романтичного уявлення про те, що існував золотий вік англійського минулого, нібито втрачений, який характеризувався загальною гостинністю та милосердям. Це уявлення глибоко вплинуло на те, як бачили народні звичаї, і більшість письменників ХІХ століття, які оплакували стан сучасних Різдвяних свят, принаймні певною мірою прагнули міфічної версії Веселої Англії.

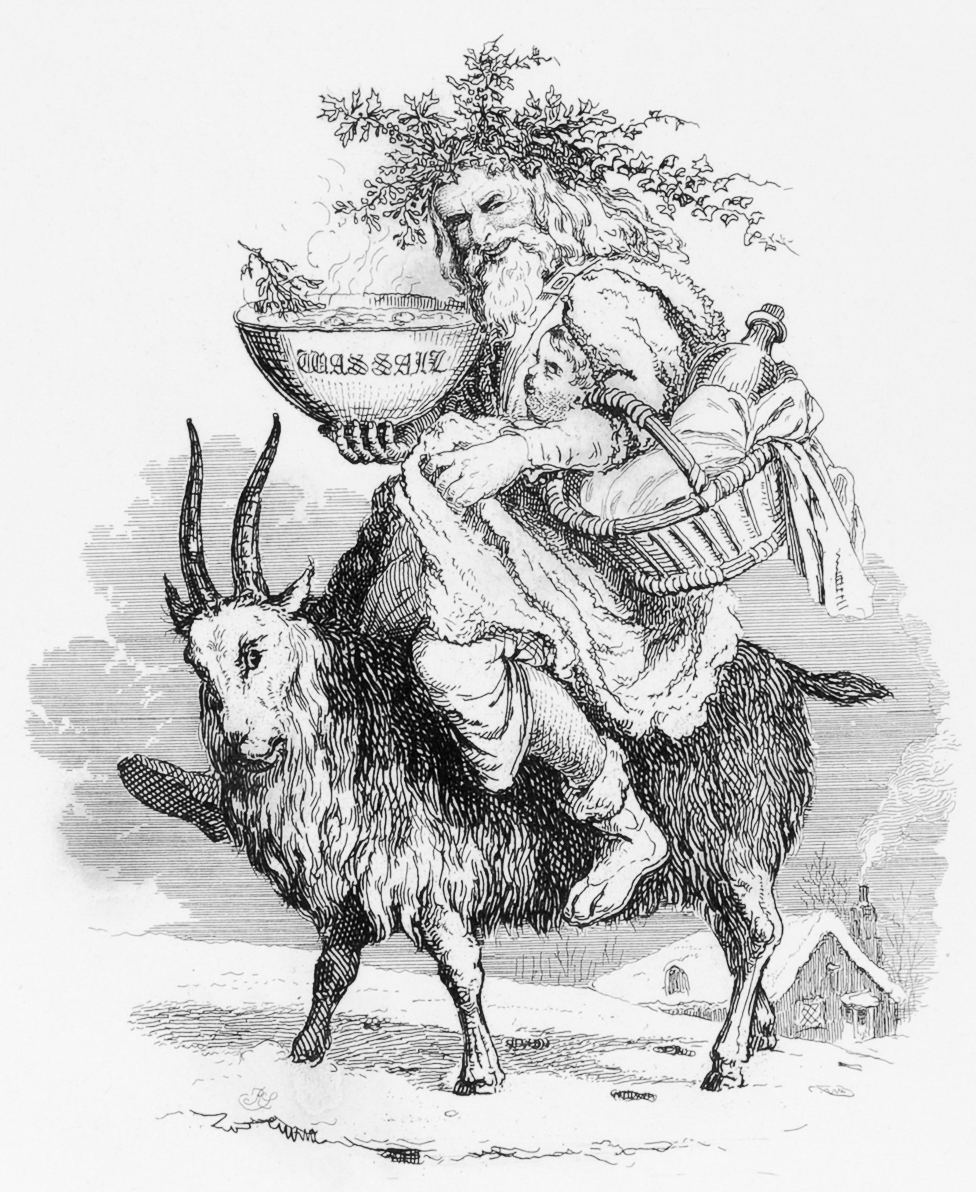
Весела Англія бачення Старого Різдва 1836 року

Прикладом цієї точки зору є «Книга Різдва» Томаса Герві (1836), проілюстрована Робертом Сеймуром. Герві уособлює втрачений благодійний фестиваль: «Старий Батько Різдво, на чолі своєї багаточисельної та буйної родини, міг кататися на козлі вулицями міста та провулками села, але він зліз з коня, щоб посидіти кілька хвилин. біля вогнища кожної людини; в той час як той чи інший із його веселих синів відривався, щоб відвідати віддалені ферми або показати свої сміючі обличчя біля дверей багатьох бідняків». На ілюстрації Сеймура показано Старий Різдво, одягнений в хутряне вбрання, увінчаний вінком з падуба, і верхи на святковому козлі.

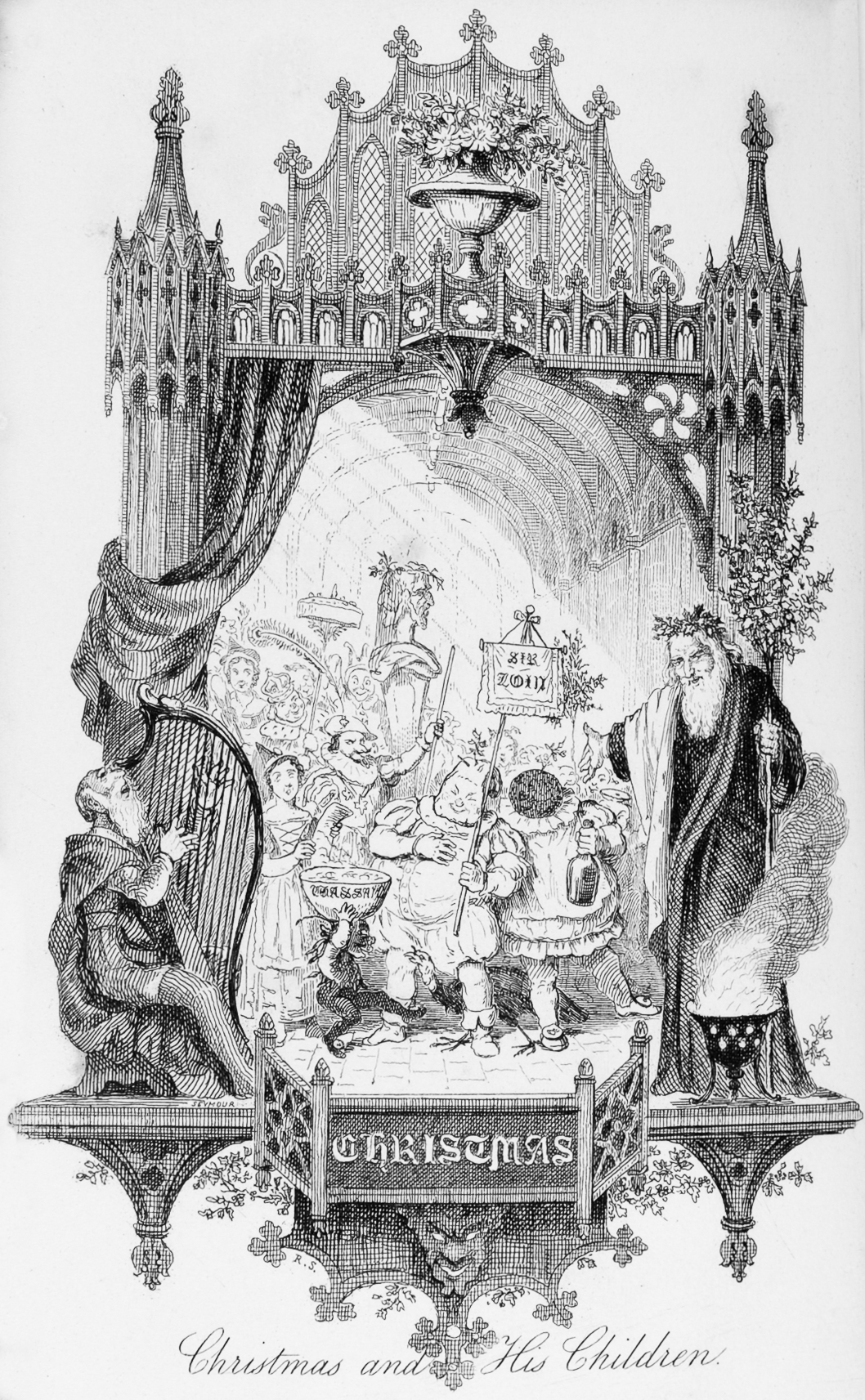
Різдво з дітьми 1836

У розширеній алегорії Герві уявляє свого сучасного Старого Батька Різдва білобородим чарівником, одягненим у довгий одяг і увінчаним падубом. Його діти впізнані як Ростбіф (Сер Лойн) і його вірний сквайр або власник пляшок Плам Пудинг; струнка постать Вассайла з джерелом вічної молодості; «хитрим духом», який несе чашу і перебуває в найкращих стосунках з Турком; Мумінгом; Безладдям, з пером у шапці; Володар Дванадцятої ночі під навісом із торта та в його старовинній короні; Свята Прілка, схожа на стару діву («колись вона була сумною метушнею, але ми боїмося, що її найвеселіші дні минули»); Колядка; Очікуванням; і дволиким Янусом.
Наприкінці Герві нарікає на втрачену «гайливу веселість» Різдва і закликає своїх читачів, «хто щось знає про „старого, старого, дуже старого, сивобородого джентльмена“ або його родину, допомогти нам у наших пошуках; і з їхньою доброю допомогою ми спробуємо повернути їм частину їхніх давніх почестей в Англії».
Батько Різдво або Старий Різдво, представлений у вигляді веселого бородатого чоловіка, часто оточеного рясною їжею та напоями, почав регулярно з'являтися в ілюстрованих журналах 1840-х років. Він був одягнений у різноманітні костюми і зазвичай мав падуб на голові, як на цих ілюстраціях з Ільюстрейтед Лондон ньюз:

Ільюстрейтед Лондон ньюз, 1840
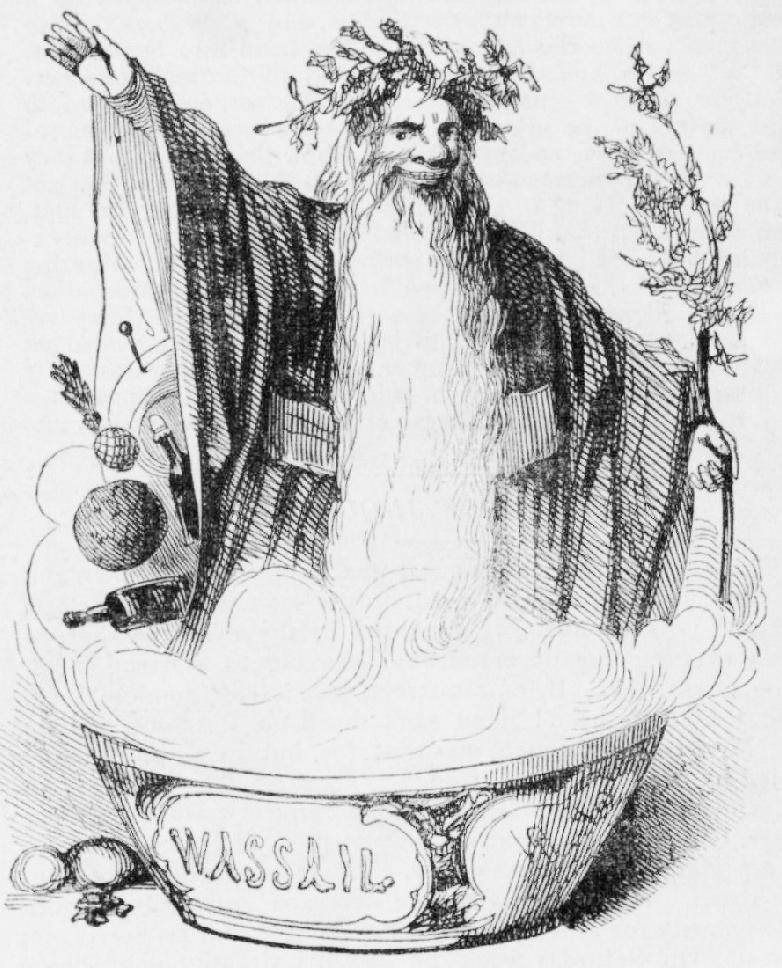
Старе Різдво 1842
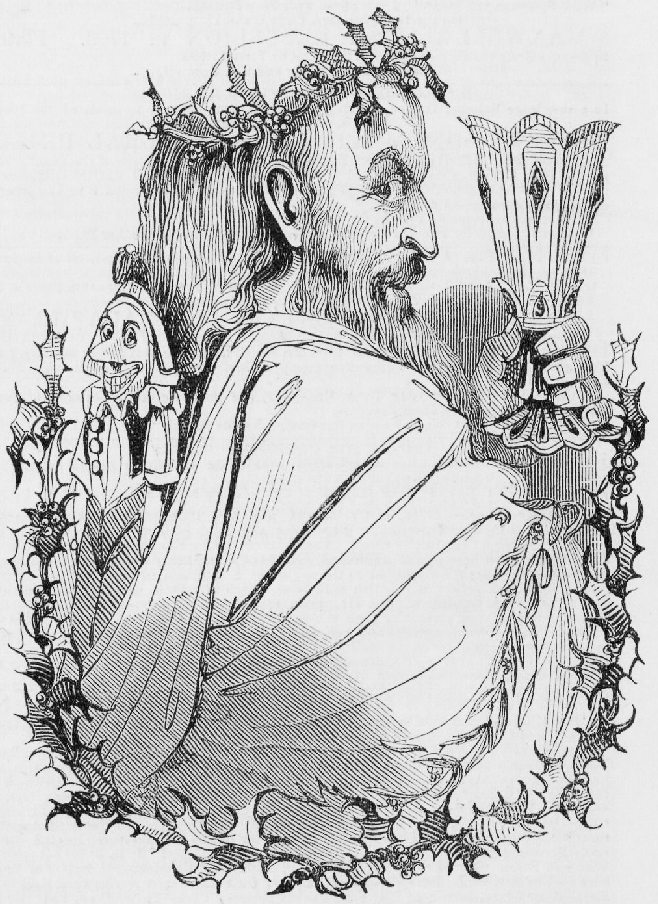
Старого Різдва 1843
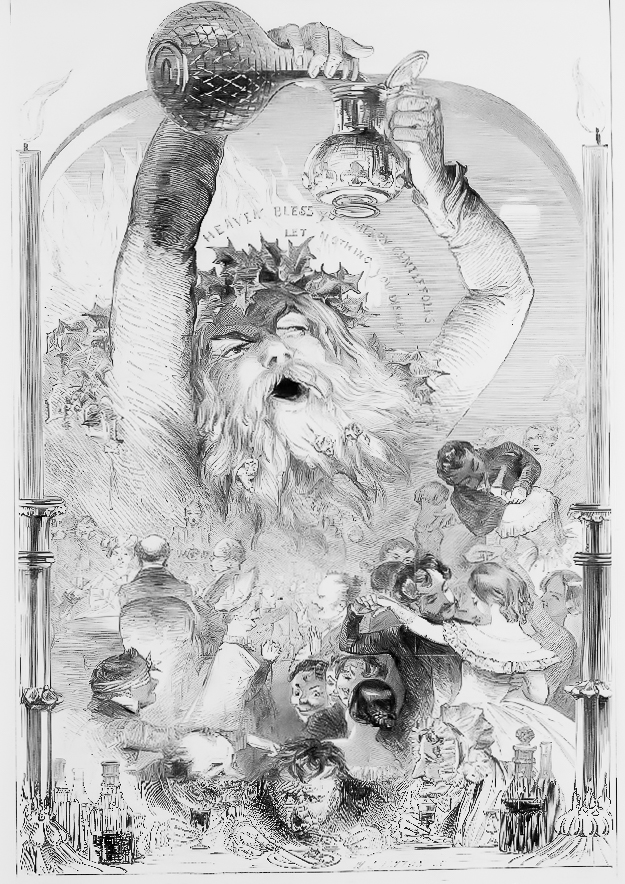
Старе Різдво 1847

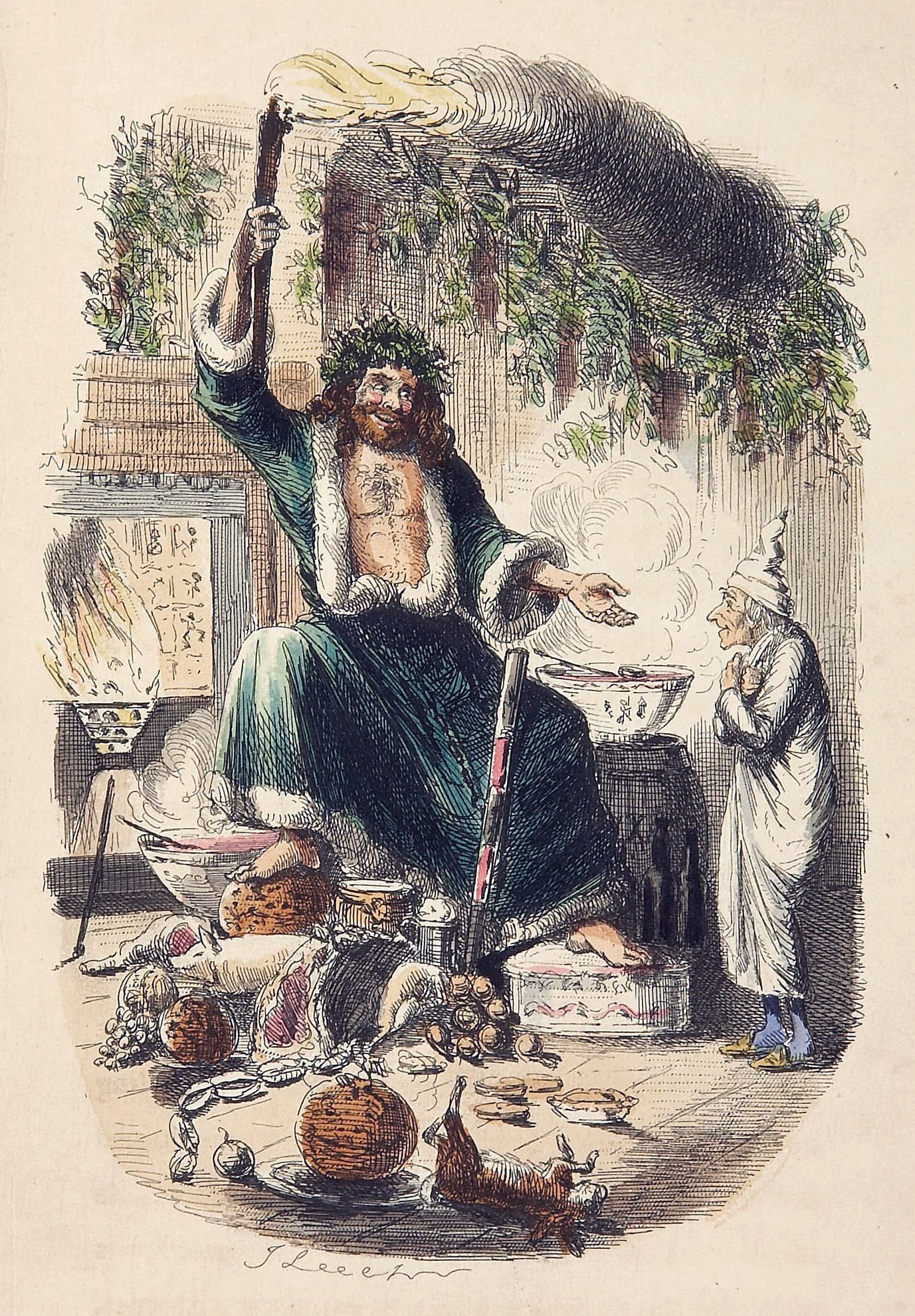
«Привид різдвяного подарунка» в «Різдвяній пісні» Чарльза Діккенса 1843 року.

Роман Чарльза Діккенса «Різдвяна пісня» 1843 року мав великий вплив, і йому приписують як відродження інтересу до Різдва в Англії, так і формування тем, пов'язаних із ним. Відомим зображенням із роману є ілюстрація Джона Ліча «Привид різдвяного подарунка». Незважаючи на те, що персонаж не названий Батько Різдво, він одягнений у вінок із падуба, зображений сидячим серед їжі, напоїв і миски з парусником, і одягнений у традиційну вільну сукню з хутром — але в зеленому, а не в червоному кольорах, які пізніше стали повсюдними.

### Популярність середини ХІХ століття
Старий Батько Різдво продовжував щорічно з'являтися в різдвяних народних п'єсах протягом усього ХІХ сторіччя, його зовнішність значно змінювалася залежно від місцевих звичаїв. Іноді, як у книзі Герві 1836 року, його зображували (внизу ліворуч) як горбаня.
Одне незвичайне зображення (нижче центру) кілька разів описував Вільям Сендіс між 1830 і 1852 роками, по суті, однаковими словами: «Батько Різдво представлений як гротескний старий у великій масці та комічній перуці та з величезною булавою в руці». Фольклорист Пітер Міллінгтон вважає це зображення результатом того, що південний Батько Різдво замінив північного персонажа Вельзевула в гібридній п'єсі. Глядач Вустерширської версії п'єси «Святий Георгій» у 1856 році зауважив: «Вельзевул був ідентичний Старому Батьку Різдва».
Вистава кукерів, згадана в «Книзі днів» (1864), починалася словами «Старий Батько Різдво із символічними пристроями: гілкою падуба, чашею для вассайлу тощо». На відповідній ілюстрації (внизу праворуч) зображено персонажа не лише у вінку з падуба, а й у сукні з капюшоном.

Старий Батько Різдва у народних п'єсах
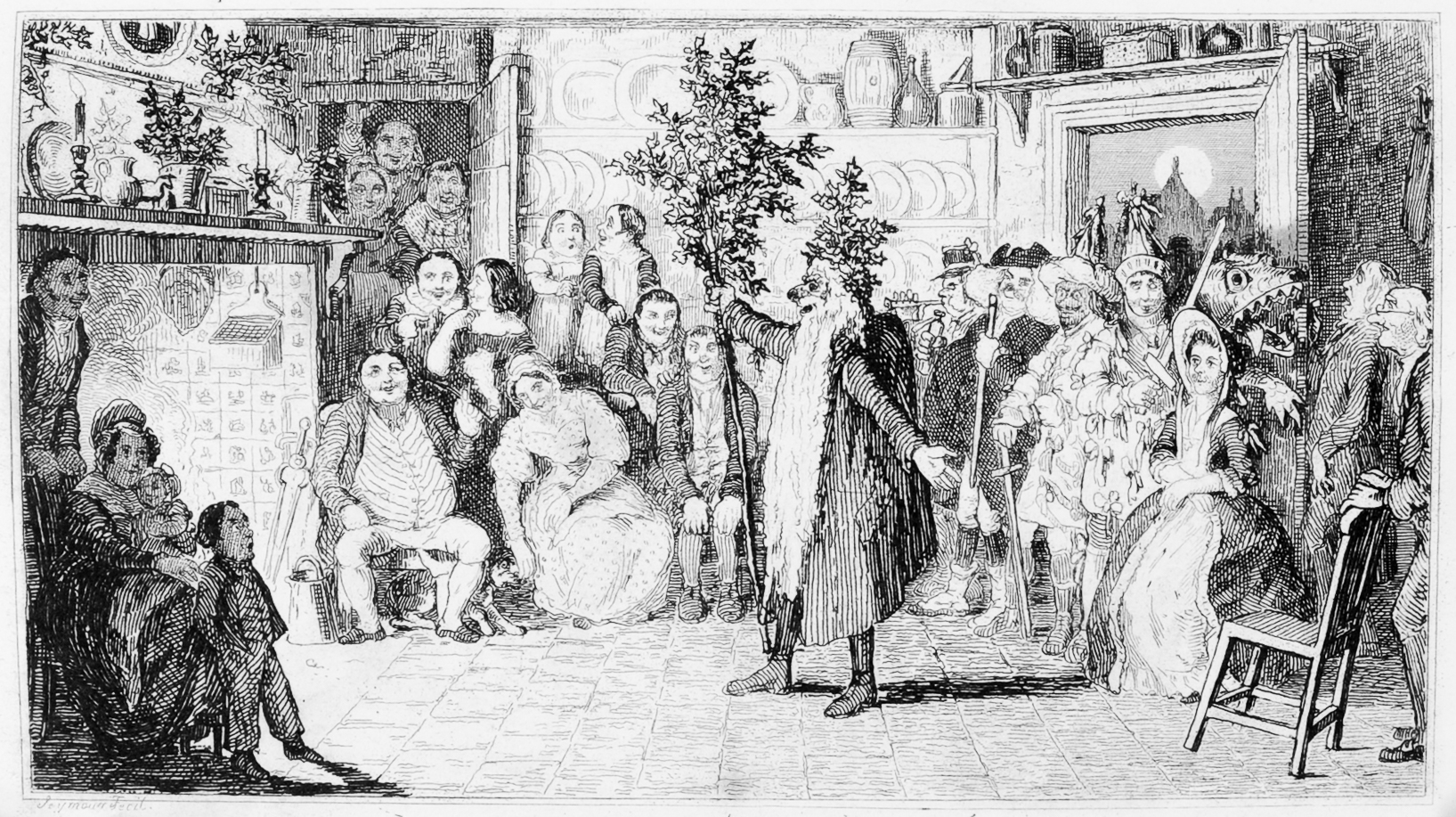
Горбатий Батько Різдва у виставі 1836 року з довгим халатом, вінком із падуба та посохом.
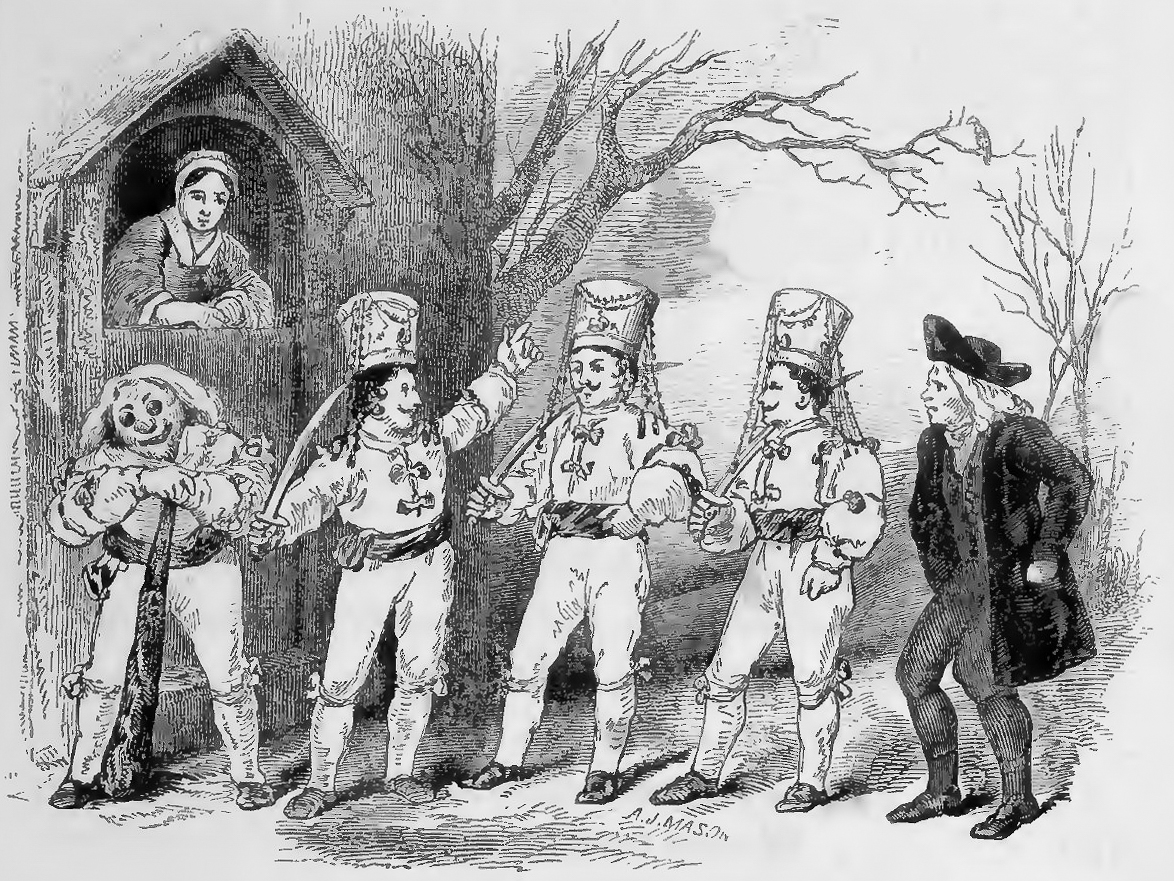
П’єса 1852 року. Персонаж Старого Батька Різдва знаходиться зліва.
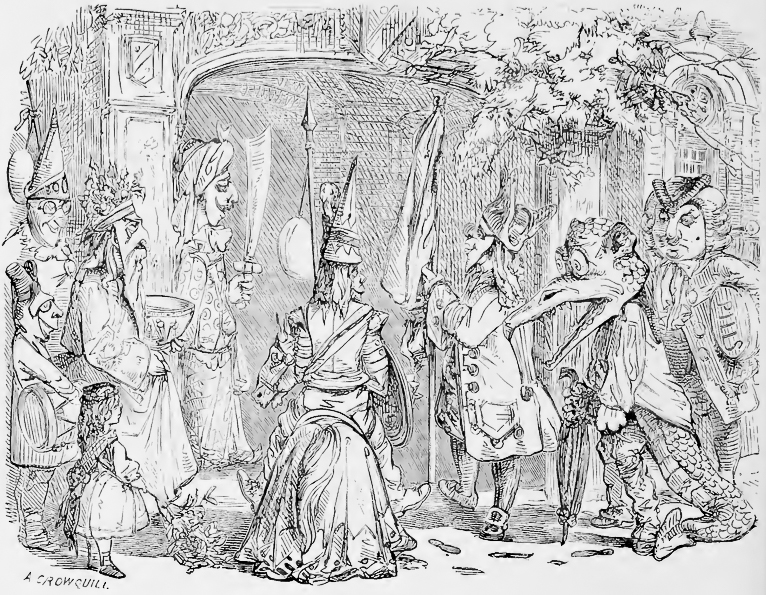
Вечірка ряжених 1864

У гемпширській фольклорній п'єсі 1860 року Батько Різдво зображується як солдат-інвалід: «[він] носив бриджі й панчохи, ніс ящик для жебрацтва й пересувався на двох палицях; його руки були всіяні шевронами, як у унтер-офіцера».
У другій половині ХІХ століття та в перші роки наступного традиція народних ігор в Англії швидко зникла, і п'єси майже вимерли після Першої світової війни. Разом з ними зникла їх здатність впливати на характер Батька Різдва.

### Батько Різдво як дарувальник
У довікторіанських іпостасях Батько Різдво був стурбований переважно бенкетами та іграми дорослих. Він не мав особливого стосунку ні до дітей, ні до дарування подарунків. Але коли вікторіанські Різдва перетворилися на сімейні свята, зосереджені переважно на дітях, Батько Різдво почав асоціюватися з даруванням подарунків.
Журналіст корнуоллських квакерів Барклай Фокс розповідає про сімейну вечірку, влаштовану 26 грудня 1842 року, на якій були представлені «шановні опудала Батька Різдва в червоному пальто й трикутному капелюсі, обвішані подарунками для гостей, а поруч — старий рік, дуже похмура і виснажена стара красуня в нічному ковпаку й окулярах, потім 1843 [новий рік], багатообіцяюче немовля, яке спить у колисці».
В 1895 році у Британії було знайдено перше свідчення дитини, яка писала листи Батьку Різдву з проханням про подарунок.

### Санта-Клаус перетинає Атлантику
Фігура Санта-Клауса виникла в США, принаймні частково спираючись на голландські традиції Святого Миколая. У нью-йоркському виданні 1821 року «Новорічний подарунок» містилася ілюстрована поема «Старий Дід Санта-Клаус з великою радістю», у якій фігура Санти на оленячій упряжці приносить подарунки для хороших дітей і «довгу чорну березову лозину» для використання для деяких поганих. У 1823 році з'явився відомий вірш «Візит святого Миколая», який зазвичай приписують нью-йоркському письменнику Клементу Кларку Муру, у якому даний персонаж розвивався далі. Вірш Мура став надзвичайно популярним, а звичаї Санта-Клауса, спочатку локалізовані в голландських американських областях, до середини століття стали в Сполучених Штатах загальними.

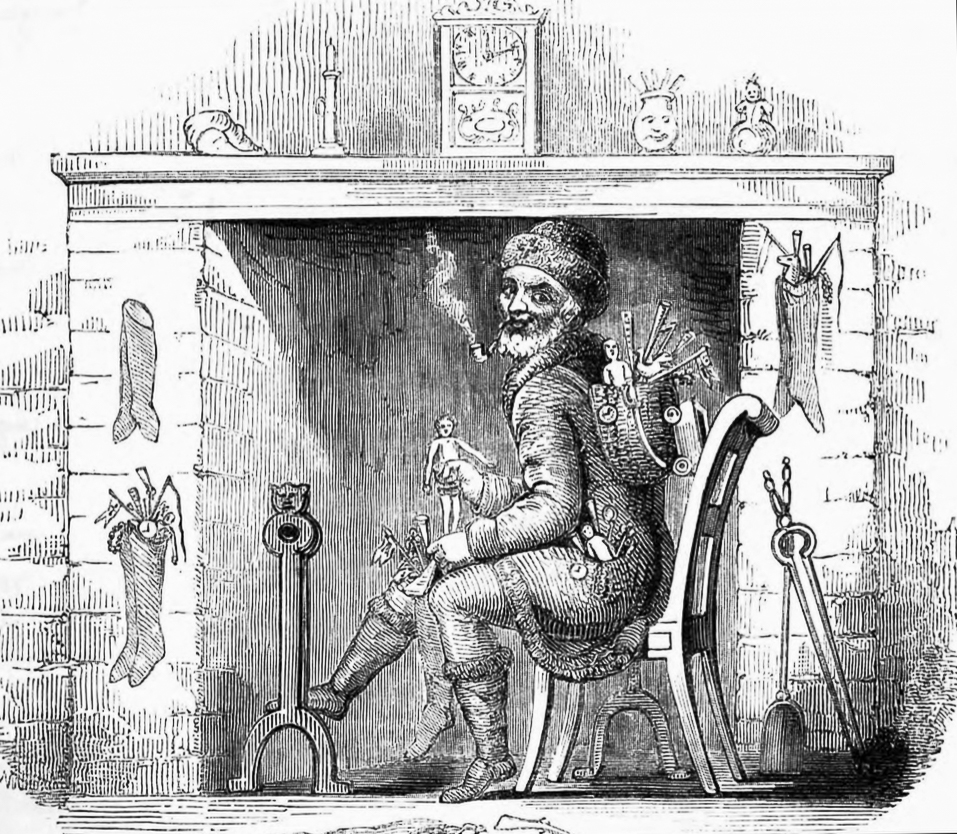
Санта-Клаус, представлений у Howitt's Journal of Literature and Popular Progress, Лондон, 1848 рік

У січневому номері журналу Howitt's Journal of Literature and Popular Progress за 1848 рік, що вийшов у Лондоні, була ілюстрована стаття під назвою «Новорічна ніч у різних країнах». Вона зазначала, що однією з головних особливостей американського Нового року був звичай, перенесений з голландців, а саме прихід Санта-Клауса з подарунками для дітей. Санта-Клаус — «не що інше, як Пельц-Нікель Німеччини… добрий Святий Миколай Росії… Він прибуває до Німеччини приблизно за два тижні до Різдва, але, як можна припустити з усіх візитів, які він мав зробити там, і тривалості його плавання, він не прибуває до цього вечора в Америку».
У 1851 році в ліверпульських газетах почали з'являтися оголошення про нове трансатлантичне пасажирське сполучення до і з Нью-Йорка на кораблі компанії Eagle Line Santa Claus, і відвідувачі та емігранти, які повертаються на Британські острови на цьому та інших суднах, мабуть, були знайомі з американським звичаєм. У Британії було кілька ранніх адаптацій. У шотландській згадці розповідається про те, як Санта-Клаус залишає подарунки напередодні Нового року 1852 року, а діти «уночі розвішують свої панчохи з обох боків від каміна у своїх спальних кімнатах і терпляче чекають до ранку, щоб побачити, що Санта-Клаус покладе в них під час сну». З іншого боку, в Ірландії в 1853 році напередодні Різдва залишали подарунки за словами персонажа газетної оповідання, який сказав: «… завтра буде Різдво. Що принесе нам Батько Різдво?». У вірші, опублікованому в Белфасті в 1858 році, є рядки «Діти сплять; їм сниться він, фея, / Добрий Санта-Клаус, який з доброї волі / Спускається з димаря з легким кроком…»
Візит святого Миколая був опублікований в Англії в грудні 1853 року в Notes and Queries. У пояснювальній записці зазначено, що фігурка Святого Миколая відома як Санта-Клаус у штаті Нью-Йорк і як Крішкінкл у Пенсільванії.
1854 рік відзначився першою англійською публікацією Карла Крінкіна; або «Різдвяна панчоха» популярної американської письменниці Сьюзен Ворнер. Роман був виданий тричі в Лондоні в 1854–55 роках, і було кілька пізніших видань. Серед персонажів книги — Санта-Клаус (у комплекті з санями, панчохою та димарем), який залишає подарунки напередодні Різдва, і — окремо — Старий Батько Різдво. Панчоха назви розповідає про те, як в Англії «багато років тому» увійшов Батько Різдво зі своїм традиційним приспівом «О! Ось я, старий Батько Різдво, вітаю чи ні…» На ньому була корона з тиса й плюща і довгий посох, увінчаний ягодами падуба. Його сукня «була довгим коричневим халатом, який спадав йому на ноги, і на ньому були нашиті маленькі плями білої тканини, що символізували сніг».

### Злиття з Батьком Різдвом
Коли звичаї, натхненні США, стали популярними в Англії, Батько Різдво почав приймати атрибути Санти. Його костюм став більш стандартизованим, і хоча на зображеннях часто все ще показували, що він носить падуб, корона з падуба стала рідшою і часто замінювалася капюшоном. Однак звичай розрізняти Батька Різдва та Санта-Клауса все ще залишався поширеним, і аж до 1890-х років все ще були приклади старого стилю Батька Різдва без будь-яких нових американських рис.

#### Поява на публіці
Розмивання суспільних ролей відбувалося досить швидко. У 1854 році в газетному описі святкування Дня подарунків у Лутоні, Бедфордшир, фігура Батька Різдва/Санта-Клауса, яка дарує подарунки, вже описувалася як «знайома»: «Праворуч була альтанка Батька Різдва, утворена з вічнозелених рослин., а попереду було знамените святкове поліно, що виблискувало на снігу… На ньому був великий пухнастий білий плащ і кашкет, а довга біла борода й волосся свідчили про його сиву давнину. За його альтанкою він мав великий вибір модних предметів, які формували подарунки, які він час від часу протягом дня роздавав власникам призових квитків… Батько Різдво тримав у руці маленьку різдвяну ялинку, наповнену яскравими маленькими подарунками та цукерками, і в цілому він був схожий на знайомого Санта-Клауса чи Батька Різдва з книжки з картинками». Обговорюючи магазини на Ріджент-стріт у Лондоні, інший письменник у грудні того ж року зазначив: «Ви можете уявити себе в обителі Батька Різдва чи самого Святого Миколая».
Протягом 1860-х і 70-х років Батько Різдво став популярним сюжетом на різдвяних листівках, де його зображували в різних костюмах. Іноді він дарував подарунки, а іноді їх отримував.

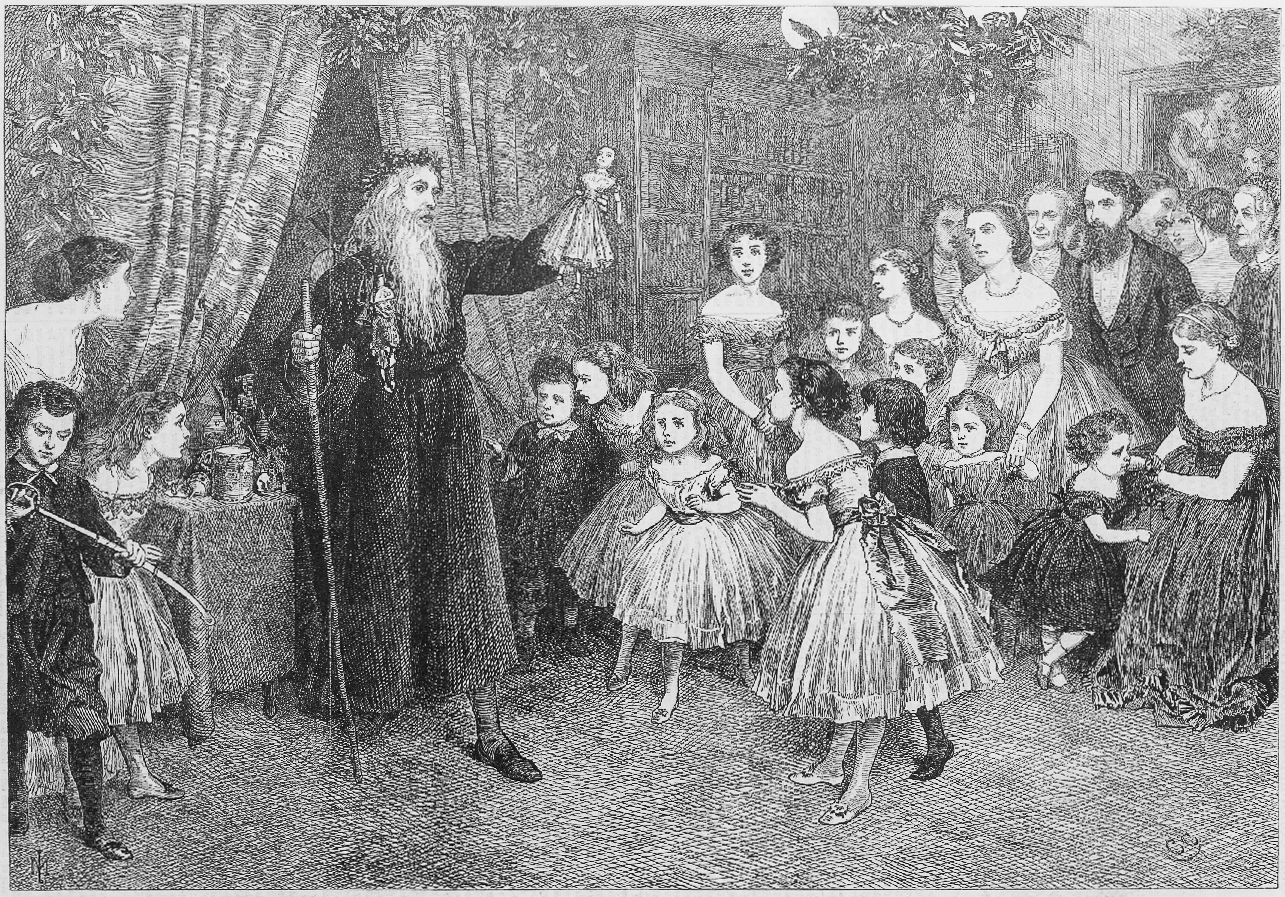
Старий Батько Різдво, або Печера таємниці 1866

Ілюстрована стаття 1866 року пояснила концепцію Печери Таємниці. На уявній дитячій вечірці це мало форму ніші в бібліотеці, яка викликала «тьмяні бачення печери Аладдіна» і була «добре заповнена… всім, що тішить око, тішить слух або лоскоче фантазію діти». Юні гості «з трепетом чекають рішення імпровізованого Батька Різдва з розпущеною сивою бородою, довгим мантією і тонким посохом».
З 1870-х років різдвяні покупки почали розвиватися як окреме сезонне заняття, а наприкінці ХІХ століття вони стали важливою частиною англійського Різдва. Купівля іграшок, особливо в нових універмагах, стала міцно асоціюватися з сезоном. Перший роздрібний Різдвяний грот був створений у магазині Дж. Р. Роберта в Стратфорді, Лондон, у грудні 1888 року, а торгові арени для дітей, які часто називають «Різдвяними базарами», швидко поширювалися протягом 1890-х і 1900-х років, сприяючи інтеграції Батька Різдва/ Санта-Клауса у суспільство.
Іноді два персонажі продовжували представлятися окремо, як у процесії на Олімпійській виставці 1888 року, в якій брали участь і Батько Різдво, і Санта-Клаус, а між ними — Червона Шапочка та інші дитячі персонажі. В інших випадках героїв змішували: у 1885 році Лондонський базар містера Вільямсона в Сандерленді був названий «храмом дитячого захоплення та насолоди». У добре освітленому вікні зображення Батька Різдва з написом «Санта-Клаус влаштовує всередині».
Навіть після появи магазинного грота ще не було твердо встановлено, хто повинен роздавати подарунки на вечірках. Одна письменниця в «Ілюстрованих лондонських новинах» за грудень 1888 року припустила, що Сивіла повинна роздавати подарунки зі «снігової печери», але трохи більше ніж через рік вона змінила свою рекомендацію на циганку в «чарівній печері». Крім того, господиня могла «попросити Батько Різдво прийти під кінець вечора з мішком іграшок на спині. У нього, звичайно, повинна бути біла голова і довга біла борода. Перуку та бороду можна недорого взяти напрокат у театрального костюмера, або їх можна імпровізувати з клоччя у разі потреби. Він повинен носити пальто до п'ят, рясно посипане борошном, наче він щойно прибув із тієї льодової землі, де має жити Батько Різдво».

#### Як таємний нічний гість
Аспект нічних відвідувачів американського міфу потребував набагато більше часу, щоб натуралізуватися. Починаючи з 1840-х років було прийнято досить охоче залишати дітям подарунки невидимими руками на ніч у переддень Різдва, але посудина була предметом дебатів, як і характер відвідувача. У голландській традиції святий Миколай залишав подарунки у черевиках, розкладених 5 грудня, тоді як у Франції туфлі наповнювався Пер-Ноелем. Старіший звичай взуття та новий американський звичай панчіх лише повільно просочувалися до Британії, а письменники та ілюстратори залишалися невизначеними протягом багатьох років. Хоча панчохи зрештою перемогли, звичай взуття все ще не був забутий до 1901 року, коли з'явилася ілюстрація під назвою «Чи бачила ти Санта-Клауса, мамо?» супроводжувався віршем «Її різдвяні мрії / Всі збулися; / Панчоха тече / і так само взуття».

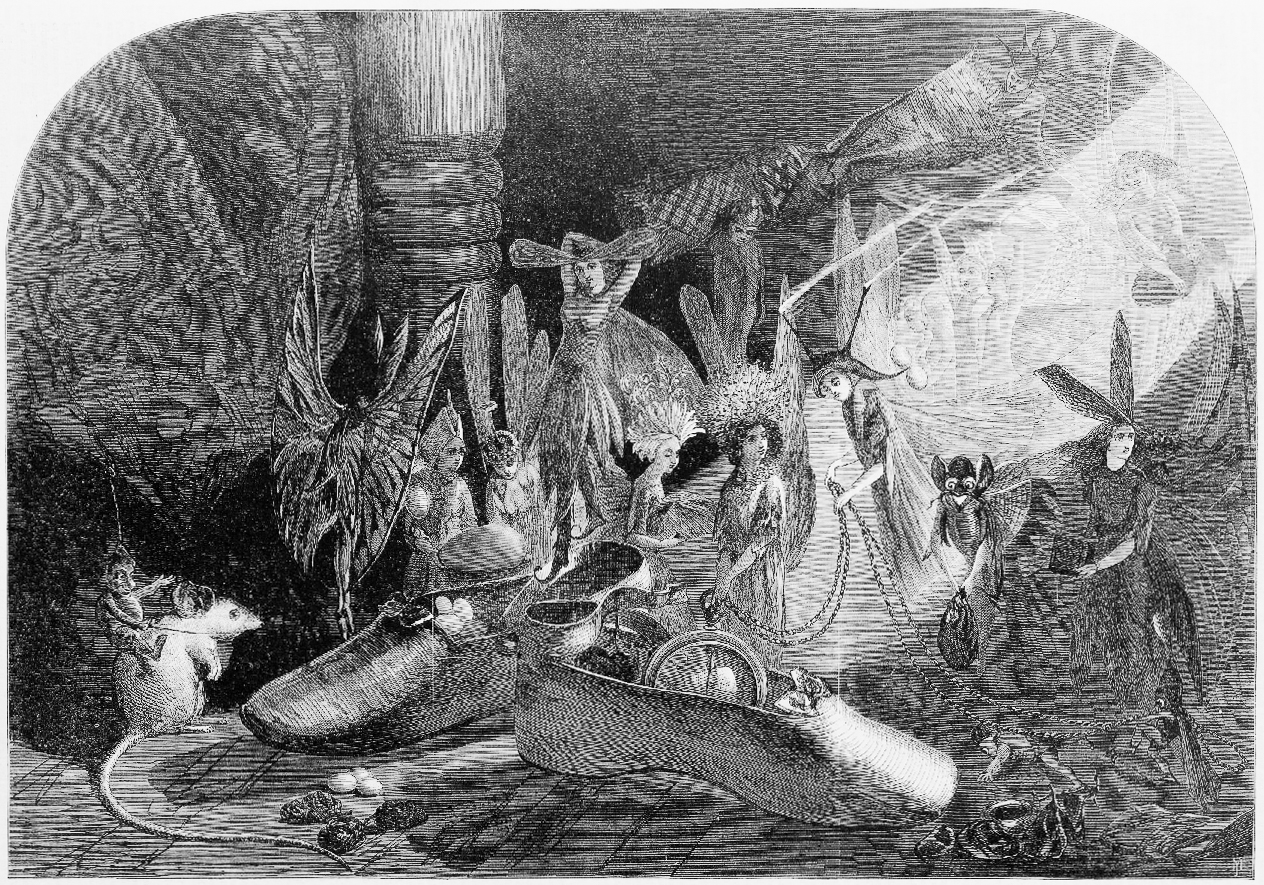
Казкові подарунки Дж. А. Фіцджеральда, що показує нічних відвідувачів у 1868 році, до того, як закріпилася американська традиція Санта-Клауса.

До того, як Санта-Клаус і панчоха стали повсюдними, одна англійська традиція полягала в тому, що феї відвідували святвечір і залишали подарунки у черевиках, розставлених перед каміном.
Аспекти американського міфу про Санта-Клауса іноді приймалися окремо й застосовувалися до Батька Різдва. У короткій фантастичній статті редактор Cheltenham Chronicle у 1867 році мріяв про те, як Батько Різдво схопив його за комір, «піднімаючись, як Джин арабських ночей… і швидко рухаючись ефіром». Зависаючи над дахом будинку, Батько Різдво вигукує «Відкрий Сезам», щоб дах відкотився назад і розкрив сцену всередині.
Лише в 1870-х роках традиція нічного Санта-Клауса почала перейматися простими людьми. Вірш «Дитяча панчоха», який був опублікований місцевими газетами в 1871 році, сприймав як належне те, що читачі будуть знайомі зі звичаєм і зрозуміють жарт про те, що панчоху можна пропустити, як «Санта-Клаус не шукав би нічого такого маленького». З іншого боку, коли The Preston Guardian опублікувала свою поему «Санта-Клаус і діти» в 1877 році, вона відчула потребу включити довгу передмову, в якій пояснюється, ким саме був Санта-Клаус.
Фольклористи та антиквари, схоже, не були знайомі з новими місцевими звичаями, і Рональд Гаттон зазначає, що в 1879 році новостворене Товариство фольклору, не знаючи американської практики, все ще «схвильовано намагалося відкрити джерело нової віри».
У січні 1879 року антиквар Едвін Ліс написав до Notes and Queries, шукаючи інформацію про обряд, про який йому розповів «селянин»: «Напередодні Різдва, коли мешканці сільського будинку лягають спати, усі бажаючі подарунків розмістили панчоху за дверима своєї спальні, сподіваючись, що якась міфічна істота на ім'я Сантіклаус наповнить панчоху або покладе щось у неї до ранку. Це, звичайно, добре відомо, і насправді господар дому таємно кладе різдвяний подарунок у кожну панчоху; але дівчата, що регочуть вранці, приносячи свої подарунки, намагаються сказати, що Сантіклаус відвідав і наповнив панчохи вночі. З якого регіону землі чи повітря вилітає цей доброзичливий Сантіклаус, мені не вдалося встановити…» Ліс отримав кілька відповідей, пов'язуючи «Сантіклауса» з континентальними традиціями святого Миколая та «Маленького Ісуса» (Маленький Ісусик), але ніхто не згадував Батька Різдва, і ніхто не зміг правильно визначити американське джерело.
До 1880-х років американський міф міцно увійшов у популярну англійську уяву, нічний гість іноді був відомий як Санта-Клаус, а іноді як Батько Різдво (часто в комплекті з мантією з капюшоном). У вірші 1881 року уявлялося, як дитина чекає візиту Санта-Клауса і запитує: «Чи прийде він, як Батько Різдво, / Одягнений у зелене з білою бородою?» / Чи прийде він серед темряви? / Чи прийде він взагалі сьогодні ввечері?" Французький письменник Макс О'Релл, який, очевидно, вважав, що цей звичай був встановлений в Англії в 1883 році, пояснив, що Батько Різдво « descend par la cheminée, pour remplir de bonbons et de joux les bas que les enfants ont suspendus au pied du lit». [спускається в трубу, щоб наповнити солодощами та іграми панчохи, які діти повісили на ніжках ліжка]. А у своїй поемі «Агнес: казка» (1891) Ліліан М. Беннет розглядає ці два імена як взаємозамінні: «Старий Санта-Клаус надзвичайно добрий, / але він не прийде до тих, хто прокинувся, ви побачите… / Батько Різдво не прийде, якщо він почує / Ти не спиш. Тож до ліжка, мій милий милий». Комерційна доступність з 1895 року панчох Санта-Клауса-сюрпризу Tom Smith & Co показує, наскільки до кінця століття американський міф глибоко проник в англійське суспільство.
Зображення розвиваючого персонажа в цей період іноді називали «Санта-Клаус», а іноді «Батько Різдво», з тенденцією до останнього все ще натякати на старі асоціації з благодійністю та їжею та напоями, як у кількох із цих ілюстрацій журналу Панч:

Батько Різдво у журналі Панч, 1890-ті рр.
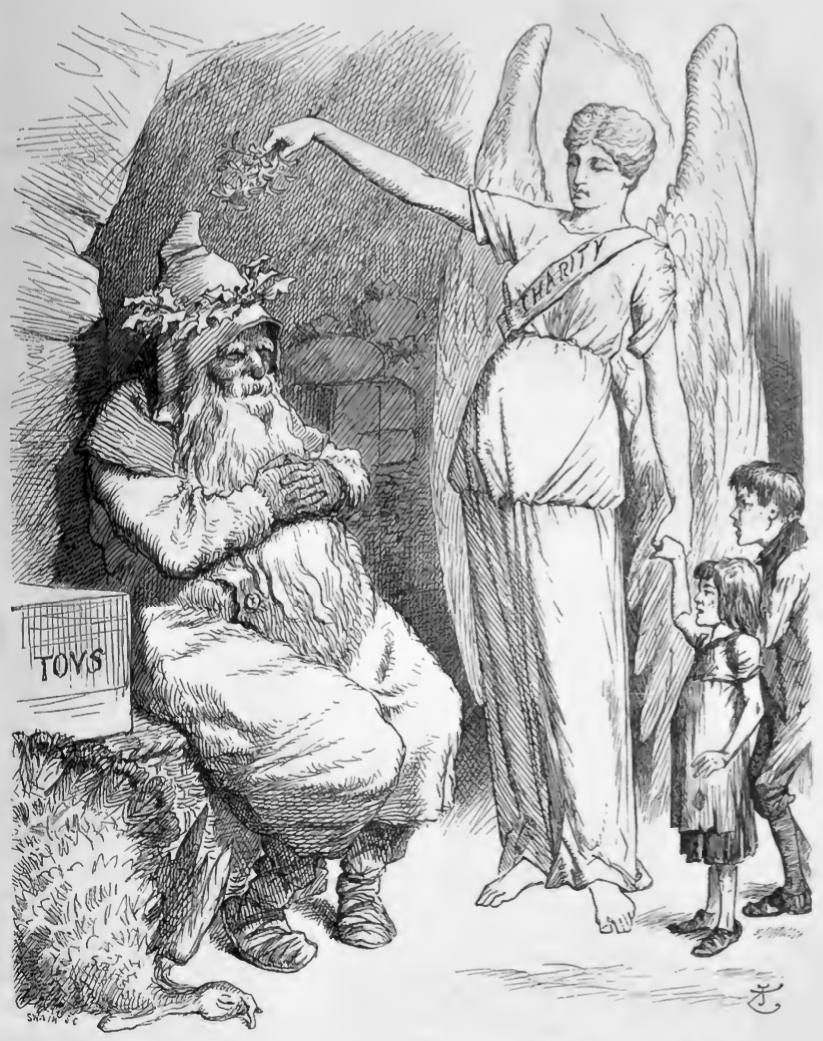
Пробудження Батька Різдва 1891
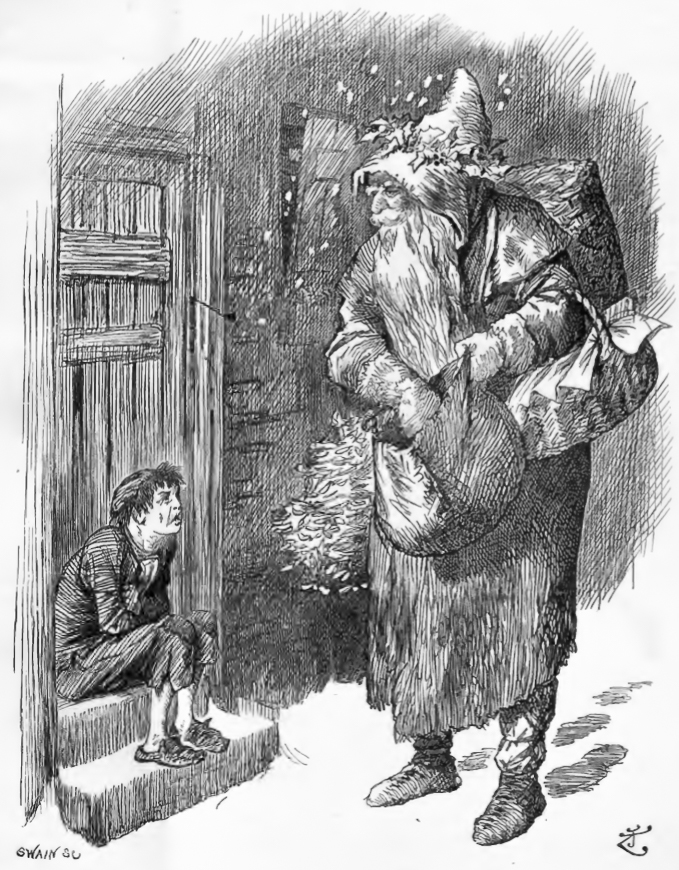
«Де твоя панчоха?» 1895 рік
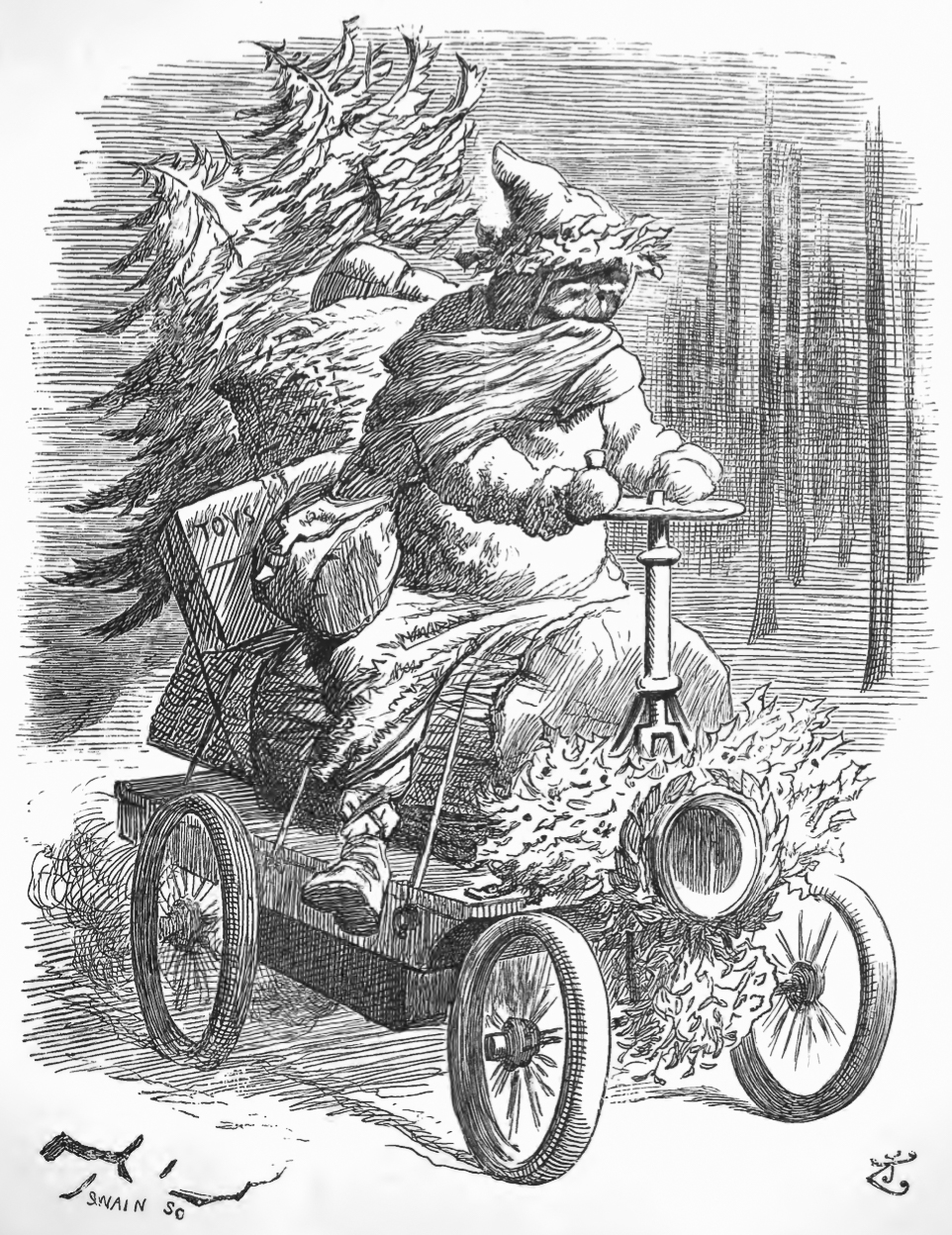
Батько Різдво оновлений 1896
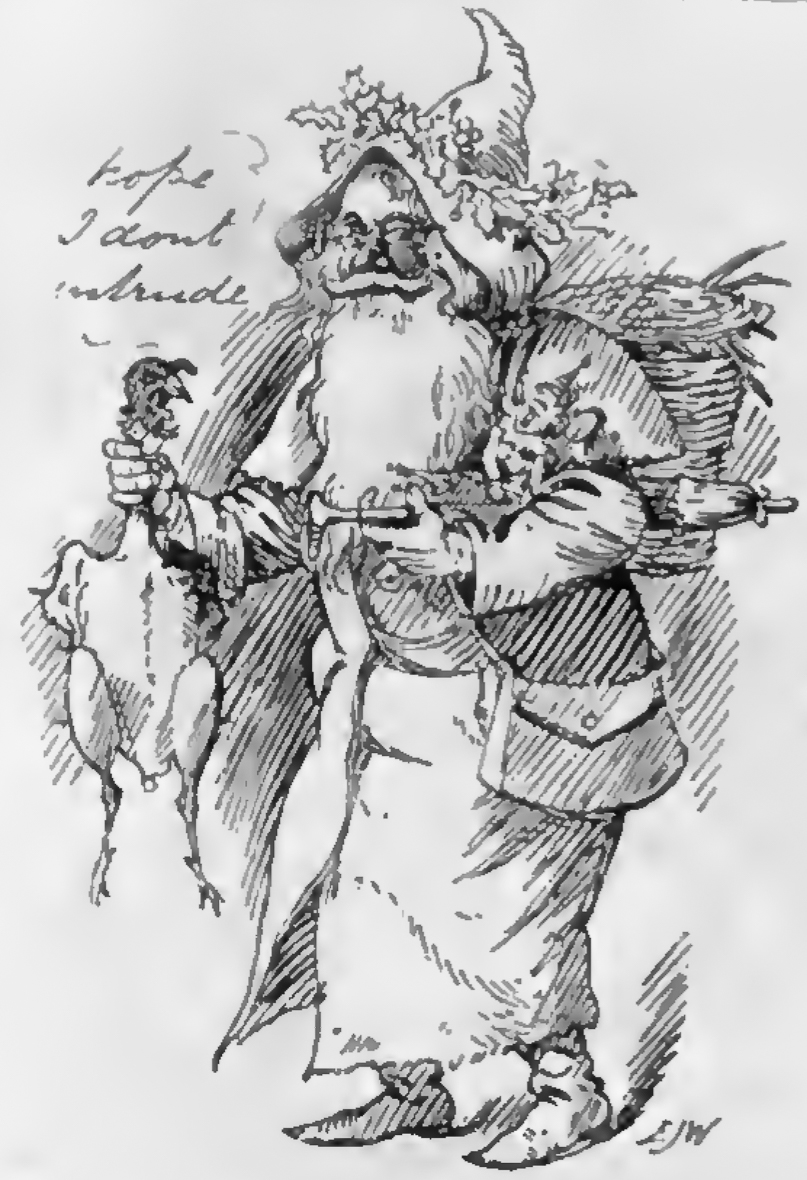
Батько Різдво не оновлений 1897

## ХХ століття
Будь-які залишкові відмінності між Батьком Різдвом і Санта-Клаусом значною мірою зникли в перші роки нового століття, і в 1915 році було повідомлено: «Більшість дітей сьогодні… не знають жодної різниці між нашим старим Батько Різдво і порівняно новим Санта-Клаусом, оскільки, одягнувши однакове вбрання, вони досягли щасливого компромісу».
Знадобилося багато років, перш ніж автори та ілюстратори погодилися, що костюм Батька Різдва має бути зображений червоним, хоча це завжди був найпоширеніший колір, і іноді його можна було зустріти в сукні коричневого, зеленого, синього чи білого кольорів. Згодом ЗМІ схвалили червоний костюм після рекламної кампанії Coca-Cola, яка була запущена в 1931 році.
Поширена форма Батька Різдва протягом більшої частини ХХ століття була описана його записом в Оксфордському словнику англійської мови. Він є «уособленням Різдва як доброзичливого старого з розпущеною білою бородою, одягненого в червону сукню з рукавами та капюшоном, оздобленим білим хутром, і з мішком різдвяних подарунків». Одним із джерел OED є мультфільм 1919 року на Панч, відтворений тут. Підпис говорить:
Дядько Джеймс (який після кількох годин примирення радше уявляє себе Батьком Різдвом). — Ну, чоловіче мій, а ти знаєш, хто я?
Дитина. «Ні, власне кажучи, ні. Але батько внизу; можливо, він зможе тобі сказати».
У 1951 році редакційна стаття в Таймс висловила думку, що хоча більшість дорослих може бути під враженням, що [англійський] Санта-Клаус виведений удома і є «добрим острівним старим джентльменом», багато дітей «забрали… фальшивим романтизмом санок і оленів», надсилати листи до Норвегії, адресовані просто Батьку Різдва або, «надавши йому зовнішній вигляд, Санта-Клауса».
Відмінності між англійськими та американськими представництвами обговорювалися в Ільюстрейтет Лондон ньюз 1985 року. Класичну ілюстрацію американського художника Томаса Наста вважали «авторизованою версією того, як повинен виглядати Санта-Клаус — тобто в Америці». У Британії кажуть, що люди дотримуються старшого Батька Різдва з довгим мантією, великою бородою і черевиками, схожими на Веллінгтонські.
Батько Різдво з'являвся в багатьох англомовних художніх творах ХХ століття, включно з «Листами Батька Різдва» Дж. Р. Р. Толкіна, серією приватних листів до його дітей, написаних між 1920 і 1942 роками та вперше опублікованих у 1976 році. Інші публікації ХХ століття включають К. С. Льюїса «Лев, біла відьма та шафа» (1950), «Батько Різдво» (1973) Реймонда Бріггса та його продовження «Батько Різдво іде у відпустку» (1975). Цей персонаж також згадувався в популярних піснях, зокрема «Я вірю в Батька Різдва» Грега Лейка (1974) і «Батько Різдво» The Kinks (1977).
У 1991 році дві книги Реймонда Бріггса були екранізовані як анімаційний короткометражний фільм «Батько Різдво», де головну роль озвучив Мел Сміт.

## ХХІ століття
Сучасні словники вважають поняття Батько Різдво і Санта-Клаус синонімами. Відповідні персонажі тепер практично нерозрізнені, хоча деякі люди все ще вважають за краще термін «Батько Різдво» замість «Санта» майже через 150 років після прибуття Санти до Англії. За Словником фраз і байок Брюера (19 видання, 2012), Батько Різдво вважається «[] британським, а не американським ім'ям Санта-Клауса, що асоціює його саме з Різдвом. Назва має дещо вищий у соціальному відношенні відтінок, і тому певні рекламодавці віддають перевагу їй».